# The Tick (2016; sèrie de televisió)
The Tick (La Paparra) és una sèrie de televisió que s'emet a Amazon Video i creada per en Ben Edlund, basada en el seu llibre de còmics amb el mateix nom. La primera temporada té 12 episodis, i Amazon ha demanat una segona temporada de 10 episodis (que s'emetrà durant el 2019).

## Argument
The Tick és un superheroi invulnerable vestit de blau, que arriba la ciutat per comabre el crim i descobrir la figura misteriosa que s'amaga darrere l'inframón de la ciutat. Es fa amic d'un jove home nerviós i amb un passat nerviós i suau-mannered l'home jove va anomenar Arthur qui esdevé el seu sidekick. Venen per adonar-se que un aparentment molt de temps-mort supervillain va cridar "El Terror" encara pot ser estirant les cordes en la ciutat underworld.

## Personatges

### Principals
- Peter Serafinowicz (The Tick)
- Griffin Newman (Arthur Everest)
- Valorie Curry (Dot Everest)
- Brendan Hines (Superian)
- Yara Martinez (Miss Lint/Janet)
- Scott Speiser (Overkill/Straight Shooter/Esteban)
- Jackie Earle Haley (The Terror)

### Altres
- Michael Cerveris (Ramses IV)
- Bryan Greenberg (Derek)
- Alan Tudyk (la veu del Dangerboat)
- Townsend Coleman (veu d'en Midnight/Onward)[2]
- Kyle Catlett (Arthur Everest jove)
- Kahlil Ashanti 8Goat)
- Devin Ratray (Tinfoil Kevin)
- Ryan Woodle (Clifford Richter/the Very Large Man)
- Joshua Schubart (Frank)
- Paul Moon (Khufu)
- John Pirkis (Dr. Karamazov)
- Richie Moriarty (Thomas Everest, pare de n'Arthur i na Dot)
- Francois Chau (Walter, padrastre de n'Arthur i na Dot)
- Patricia Kalember (Joan Everest, mare de n'Arthur i na Dot)
- Juliet Pritner (Gen. Julie McGinnis)
- Dawn McGee (Hannity)

## Llançament
El pilot de The Tick va sortir el 18 d'agost de 2016 a Amazon Video. Els primers sis episodis de la primera temporada van sortir el 25 d'agost de 2017. Els següents sis episodis de la primera temporada van sortir el 23 de febrer de 2018.